# Semikastration
Als Semikastration (semi = halb, also halbe Kastration) bezeichnet man die Entfernung einer einzelnen Keimdrüse (also eines Hodens beim Mann oder eines Eierstockes bei der Frau). Sie wird typischerweise bei Krebsfällen an den entsprechenden Organen angewandt. Sie kann auch bei einer zu spät behandelten Hodentorsion zum Einsatz kommen. Da nur eines der beiden Organe betroffen ist, bleibt die sexuelle Funktion der betroffenen Person erhalten. Sie kann auch weiterhin Nachkommen bekommen bzw. zeugen.
Semikastration bei Frauen ist, entsprechend der Seltenheit von Eierstockkrebs, deutlich seltener als bei Männern. 
Die Operation wird bei Hodenkrebs inguinal, also durch einen Leistenschnitt durchgeführt, statt das Skrotum zu öffnen. Hierdurch wird ein längerer Teil des Samenstranges mit entfernt und das Risiko von Metastasen deutlich gemindert.